# 五月广场
五月广场（Plaza de Mayo）是阿根廷布宜诺斯艾利斯市中心的主广场，为伊波利托伊里戈延街、巴尔卡塞街、里瓦达维亚街和玻利瓦尔街所环绕。

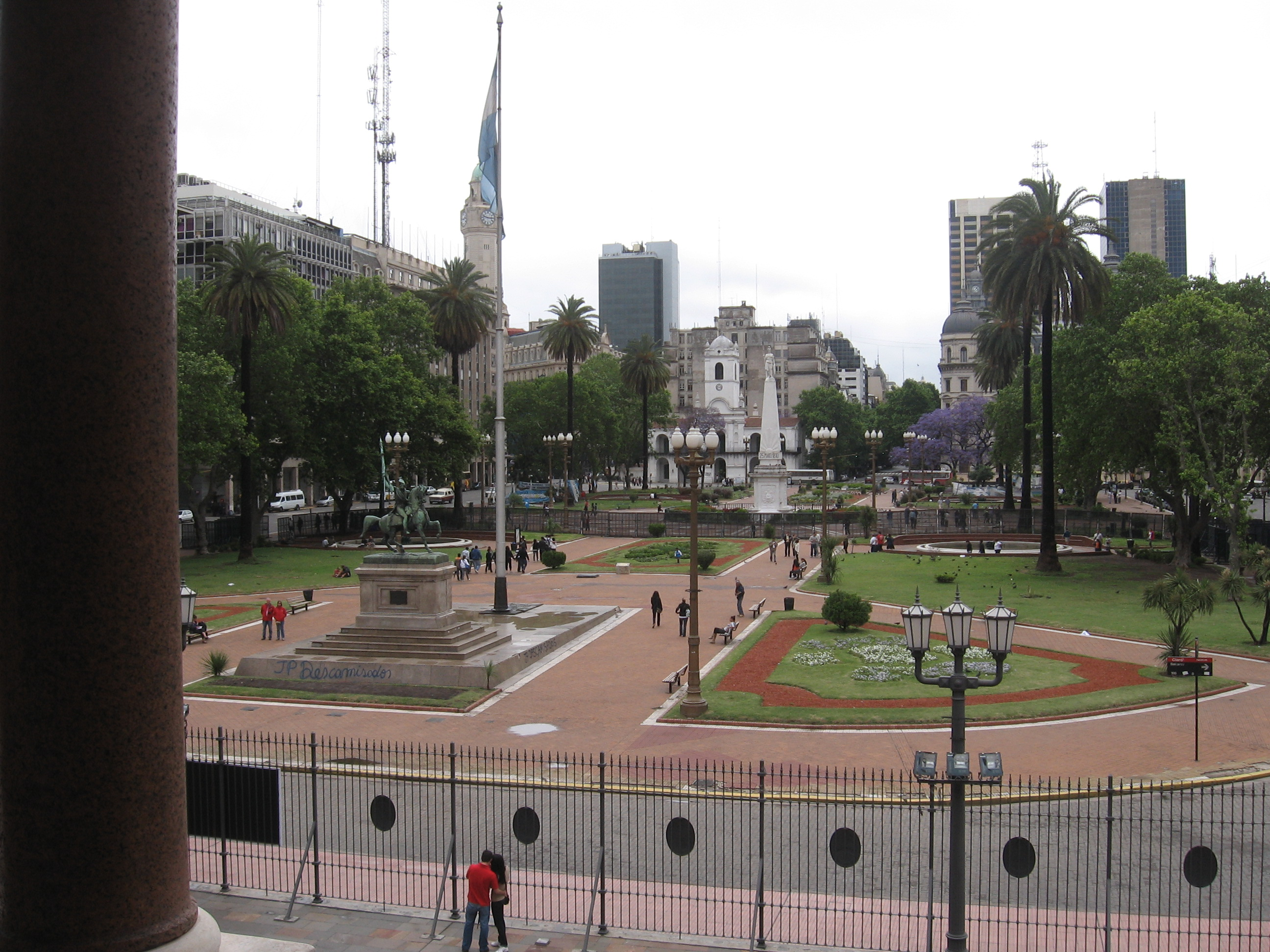
五月广场

自从在此发生五月革命以来，五月广场就是阿根廷政治生活的中心。 

## 历史
现代的广场形成于1884年，当时拆除了分隔胜利广场和强大广场（Plaza del Fuerte）的柱廊。但是，它的起源可以追溯到1580年胡安·德·加雷创建布宜诺斯艾利斯之时。 
1608年，新来此地定居的耶稣会神父获得了2公顷土地，即加雷早期规划建立的放弃的中央广场。1661年，当地的总督购买了东半部，作为新堡垒的庭院，这一部分称为“武器广场”（Plaza de Armas）。
在滥用和忽视这片土地一个多世纪之后，当地殖民政府试图装修这个广场，便在广场自北向南建造了柱廊。1804年完工之后，这个罗马式建筑便成为广场的市场，廊柱以西的大部分则是强大广场。
直到1883年之前，该地区分成两个广场，只有微小的变化，其中主要的是1811年增建五月金字塔。这座纪念碑用以纪念刚独立的拉普拉塔河各省（即阿根廷）。阿尔韦亚尔市长下令拆除柱廊，形成现代的五月广场。
|  |  |  |  |  |

## 政治意义

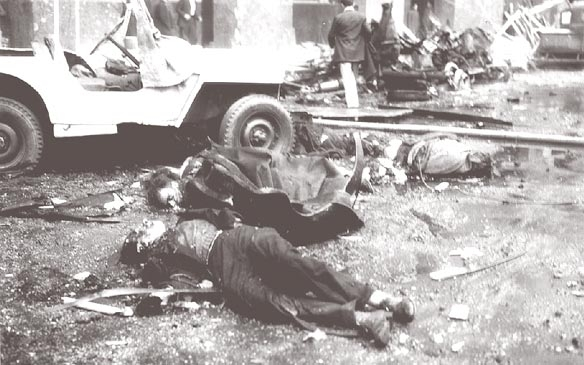
五月广场遭炸弹袭击

五月广场一直是布宜诺斯艾利斯政治生活的焦点。这个名称是为了纪念1810年发生的五月革命，它开启了1816年的西班牙解放战。

### 1940年至1960年
1945年10月17日，CGT工会联盟组织群众在五月广场示威，要求释放正被关押的胡安·裴隆，他不久后将成为阿根廷总统。在他任职期间，每年的10月17日在五月广场都会举行庇隆主义运动以表示对其领导人的支持（这一天也是所谓的“忠诚日”）。其他许多民主化和军事化总统也从阿根廷总统府的阳台向人民致敬。1955年6月16日，一次民粹主义领导人在广场集会，尝试推翻贝隆总统，却遭到炸弹袭击，364人死亡。

### 1970年至今
1974年，连任3届的裴隆总统被推翻。

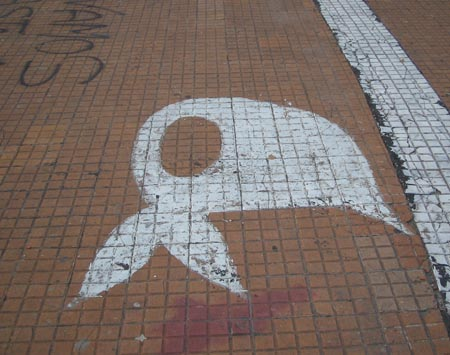
广场地面上拼凑的五月广场母亲的白围巾。

6月12日，裴隆最后一次出现在该广场，与极左派发生激烈冲突，导致了长达两年的暴力镇压，最终发生政变。
1982年4月2日，人民又一次聚集在几个地方庆祝 “真正的”总统莱奥波尔多·加尔铁里入侵福克兰群岛，即马岛战争。
1977年以后，五月广场母亲把失踪的孩子的标志和图片聚集在这个广场，这些“被失踪”的孩子，是全国重组进程中，参与肮脏战争的阿根廷武装部队造成的。凡是被认为支持颠覆活动的人民会被非法居留、严刑拷打甚至是“被自杀”。五月广场母亲利用了象征意义的广场让群众看清军事政权的丑陋。
抗议活动持续发生，直到2001年10月发生的最大的一场阿根廷骚乱。在五月广场周围的暴动中，有5位抗议者被警察打死，多人受伤。

## 今天
今天，五月广场仍然是游览布宜诺斯艾利斯一个不可缺少的旅游景点。
环绕广场有该市一些重要的地标：卡比尔多（殖民地时期的市议会）、玫瑰宫（阿根廷总统府）、布宜诺斯艾利斯主教座堂、五月金字塔、贝尔格拉诺将军骑马雕像、目前的市政厅 ，以及国家银行的总部。布宜诺斯艾利斯金融区也位于广场。
| 东侧                   |          |          |          |                    |
| 北侧                   |          |          |          | 南侧               |
| 情报局                 | 玫瑰宫   | 玫瑰宫   | 玫瑰宫   | 经济部             |
| 阿根廷国家银行         | 五月广场 | 五月广场 | 五月广场 | 联邦公共收入管理局 |
| 布宜诺斯艾利斯主教座堂 | 五月广场 | 五月广场 | 五月广场 | 银行               |
| 佩尼亚大道             | 市政府   | 五月大道 | 卡比尔多 | 胡里奥罗卡大道     |
| 西侧                   |          |          |          |                    |